# Barquisimeto
Barquisimeto er hovedstaden i staten Lara i det vestcentrale Venezuela. Byen ligger midt imellem Caracas og Maracaibo ved Turbiofloden.
- Wikimedia Commons har flere filer relateret til Barquisimeto

10°04′04″N 69°20′48″V / 10.06778°N 69.34669°V